# Елльце
Елльце (нім. Ellzee) — громада в Німеччині, знаходиться в землі Баварія. Підпорядковується адміністративному округу Швабія. Входить до складу району Гюнцбург. Складова частина об'єднання громад Іхенгаузен.
Площа — 14,77 км2. Населення становить 1194 ос. (станом на 31 грудня 2020).

## Галерея

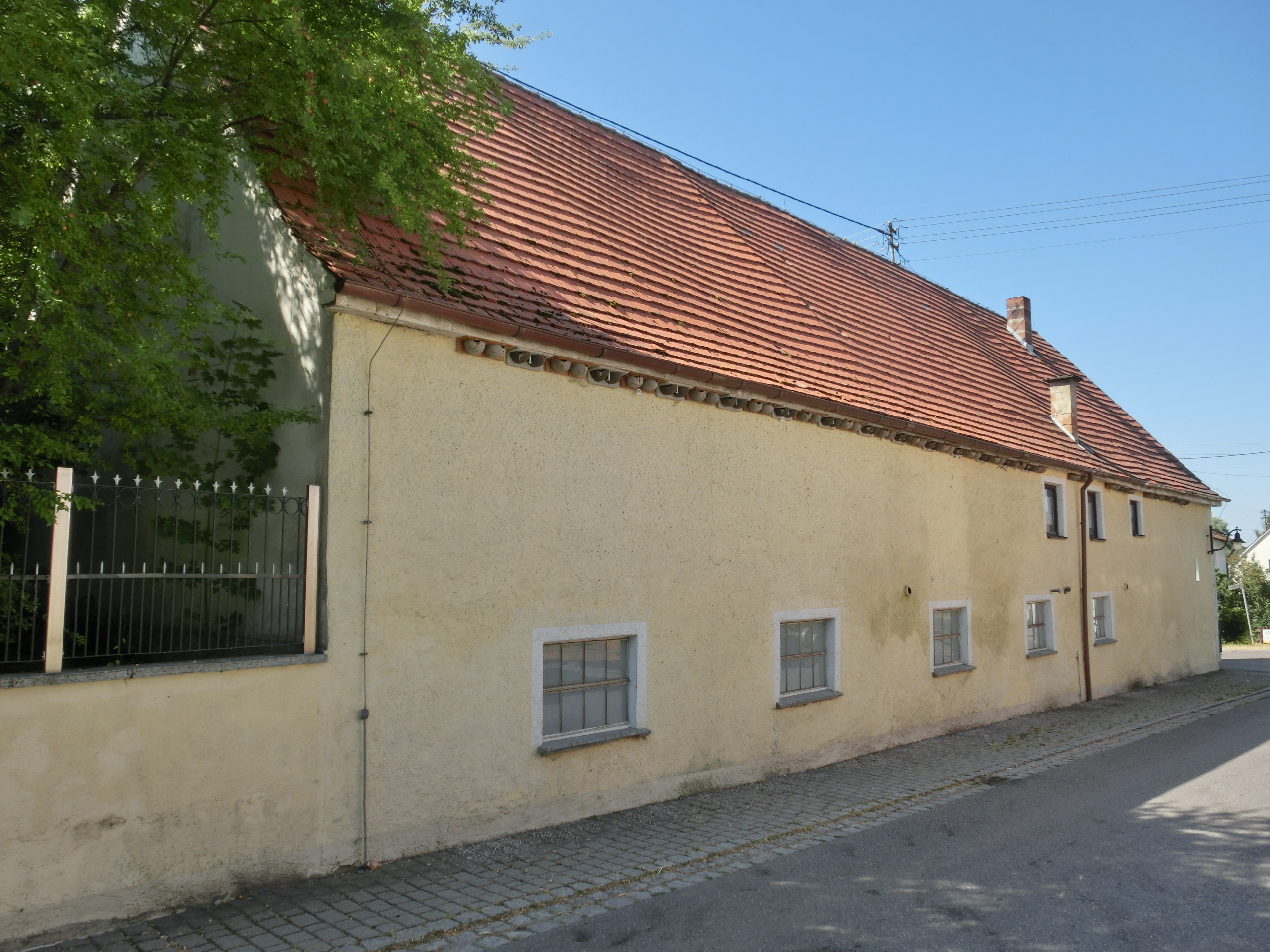